# هنري لونغ
هنري لونغ (بالإنجليزية: Henry Long)‏ (15 أكتوبر 1914 بساوثهامبتون في المملكة المتحدة - 11 مايو 1989 بساوثهامبتون في المملكة المتحدة) هو لاعب كرة قدم بريطاني (وحمل سابقاً جنسية المملكة المتحدة لبريطانيا العظمى وأيرلندا) في مركز الوسط. لعب مع نادي ساوثهامبتون وNewport (IOW) F.C. ‏ وRyde Sports F.C. ‏.